# Jigga My Nigga
"Jigga My Nigga" é um single de Jay-Z da coletânea da Ruff Ryders Entertainment Ryde or Die Vol. 1. Também aparece como uma faixa escondida no quarto álbum de Jay-Z, Vol. 3... Life and Times of S. Carter, contida dentro da última faixa "Hova Song (Outro)". Produzida por Swizz Beatz, alcançou o número 28 na Billboard Hot 100. A canção usa uma interpolação de "What's My Name?" de Snoop Dogg, usando o verso "what's my motherfuckin' name?". A batida foi usada foi refeita depois para "Scenario 2000" de Eve.

## Lista de faixas do single

### CD
1. "Jigga My Nigga (LP Version)" (5:23)
2. "Memphis Bleek Is... (LP Version)" (4:19)
3. "When You Will See (LP Version)" (4:47)
4. "What a Thug About (LP Version)" (4:36)

### Vinil
Lado A
1. "Jigga My Nigga (Radio Edit)"
2. "Jigga My Nigga (LP Version)"
3. "Jigga My Nigga (Instrumental)"

Lado B
1. "What a Thug About (Radio Edit)"
2. "What a Thug About (LP Version)"
3. "What a Thug About (TV track)"

## Posições nas paradas
| Parada (1999)                                   | Melhor posição |
| ----------------------------------------------- | -------------- |
| U.S. Billboard Hot 100                          | 28             |
| U.S. Billboard Hot R&B/Hip-Hop Singles & Tracks | 6              |
| U.S. Billboard Hot Rap Singles                  | 1              |